# Władimir Prosin
Władimir Prosin, ros. Владимир Просин (ur. 15 sierpnia 1959) – rosyjski lekkoatleta specjalizujący się w długich biegach sprinterskich. W czasie swojej kariery reprezentował Związek Socjalistycznych Republik Radzieckich.
Największy sukces na arenie międzynarodowej odniósł w 1986 r. w Stuttgarcie, zdobywając brązowy medal mistrzostw Europy w biegu sztafetowym 4 x 400 metrów (wspólnie z Władimirem Kryłowem, Arkadijem Korniłowem i Aleksandrem Kuroczkinem). W 1986 r. zajął I miejsce w biegu sztafetowym 4 x 400 metrów oraz VII miejsce w biegu na 400 metrów podczas Igrzysk Dobrej Woli w Moskwie. W 1987 r. startował w finale biegu sztafetowego 4 x 400 metrów podczas mistrzostw świata w Rzymie, jednak drużyna radziecka została w tym biegu zdyskwalifikowana. 
Czterokrotnie zdobył złote medale halowych mistrzostw Związku Radzieckiego w biegu na 400 metrów, w latach 1985, 1987, 1988 oraz 1990.
Rekordy życiowe:
- bieg na 200 metrów – 20,96 – Wiedeń 10/06/1984
- bieg na 400 metrów – 45,47 – Kijów 22/06/1984